# 콜트 익스프레스
콜트 익스프레스(영어: Colt Express)는 프랑스의 보드 게임 디자이너 크리스토프 랭보가 디자인한 보드 게임이다. 대한민국에서는 행복한바오밥에서 수입했다. 플레이어들은 돈가방과 보석 주머니를 훔쳐 가장 많은 돈을 모은 무법자가 승리하는 서부 액션 전략게임이다. 플레이 시간은 약 40분, 적정 연령은 10세 이상이다. 인원은 2~6명이 할 수 있다.